# Casirivimab
Casirivimab ist ein humaner monoklonaler Antikörper, der in fixer Kombination mit dem Wirkstoff Imdevimab (Ronapreve, Regeneron Pharmaceuticals) zur Behandlung einer leichten bis mittelschweren COVID-19-Erkrankung eingesetzt wird, wenn das Risiko besteht, dass der Patient eine schwere Verlaufsform entwickelt. Patienten, die sich im Krankenhaus befinden oder Sauerstoff benötigen, dürfen das Medikament nicht bekommen.

## Eigenschaften
Der Antikörper bindet an einen der Abschnitte des  Spike-Glykoproteins, mit dem SARS-CoV-2 an den menschlichen Zellen andockt. Dadurch wird das Eindringen des Virus in die Zelle verhindert. Die Verabreichung erfolgt durch gemeinsame intravenöse Infusion zusammen mit Imdevimab.
Der Wirkstoff ist ein Immunglobulin G1 vom Typ kappa, das rekombinant aus CHO-Zellen gewonnen wird. Es liegt in der Glycolisierungsform alpha vor.

## Zulassung
In den USA erteilte die Food and Drug Administration (FDA) der Wirkstoffkombination im November 2020 eine Notfallzulassung, seit 20. August 2021 ist sie als Ronapreve in UK bedingt zugelassen, in der EU erfolgte die Zulassung am 12. November 2021.
In-vitro-Daten deuten darauf hin, dass die SARS-CoV-2-Variante Omikron (B.1.1.529) eine geringere Empfindlichkeit gegenüber Casirivimab/Imdevimab (Ronapreve) aufweist. So ist die Empfindlichkeit des Subtyps B.1.1.529/BA.1 gegenüber der Neutralisationsaktivität von Casirivimab in vitro um mehr als das 1732-fache erniedrigt, in der Kombination Casirivimab/Imdevimab  um mehr als das 1013-fache. In die Fachinformation des in Europa zugelassenen Präparates  wurde im März 2022 ein entsprechender Hinweis eingefügt, in den USA änderte die FDA im Januar 2022 die Notfallgenehmigung für das Präparat (Name in USA: REGEN-COV) dahingehend, dass die Verwendung in geografischen Regionen, in denen  eine Infektion oder Exposition wahrscheinlich auf eine Variante wie Omikron (B.1.1.529) zurückzuführen ist, nicht zulässig ist. Da Omikron in den US-Staaten die vorherrschende Variante ist, ist die Verwendung ausgeschlossen, REGEN-COV ist in den USA ein nicht zugelassenes und lediglich experimentell einsetzbares Prüfpräparat.

## Studien
Die Notfallzulassung basiert auf Daten aus einer randomisierten, doppelblinden, placebokontrollierten klinischen Studie an 799 nicht hospitalisierten Erwachsenen mit leichten bis mittelschweren COVID-19-Symptomen. Von diesen Patienten erhielten innerhalb von drei Tagen nach Erhalt eines positiven SARS-CoV-2-Virustests 266 eine einzige intravenöse Infusion mit je 1200 mg Milligramm Casirivimab und Imdevimab, 267 erhielten je 4000 mg Casirivimab und Imdevimab, und 266 erhielten ein Placebo. Der vorab definierte primäre Endpunkt für die Studie war eine zeitgewichtete durchschnittliche Veränderung der Viruslast ab dem Ausgangswert. Die Reduktion der Viruslast innerhalb von sieben Tagen war bei Patienten, die mit Casirivimab und Imdevimab behandelt wurden, größer als bei Patienten, die Placebo erhalten hatten. Die höchste Evidenz für die Wirksamkeit der Therapie jedoch leitete sich aus dem vorab definierten sekundären Endpunkt ab: dies war die Häufigkeit des Aufsuchens der Notaufnahme oder ein Krankenhausaufenthalt im Zusammenhang mit COVID-19 innerhalb von 28 Tagen nach der Behandlung. Bei Patienten mit hohem Risiko für das Fortschreiten der Erkrankung traten Krankenhausaufenthalte und Notaufnahmebesuche im Durchschnitt bei 3 % der mit Casirivimab und Imdevimab behandelten Patienten auf, im Vergleich dazu waren es 9 % bei den placebobehandelten Patienten. Die Auswirkungen auf die Viruslast, auf die Verringerung der Krankenhausaufenthalte bzw. Notaufnahmebesuche waren bei beiden verabreichten Dosierungen ähnlich.
Die Kombination der beiden Antikörper soll einer Fluchtmutation vorbeugen.